# Kalotaszegi várak
Kalotaszeg várai közé tartozik az az öt vár, amely a középkorban az Erdélyben található Kalotaszeg vidékét védelmezte: Sebesvár vára, az Almási vár, Egeres vára, Léta vára, a Gyalui vár, valamint a korán elpusztult Szászfenesi Leányvár, Magyarbikali Farkasvár és Bedecs vára. Kós Károly Varjúvárát csak a neve miatt említjük itt.

## Sebesvár vára

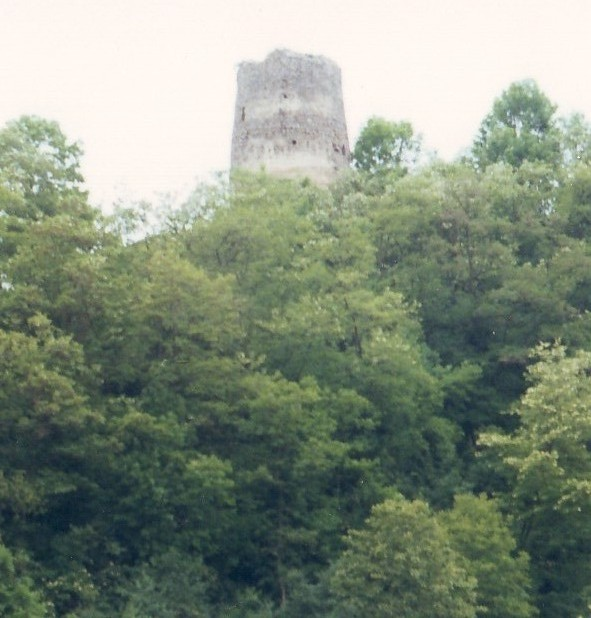
Sebesvár

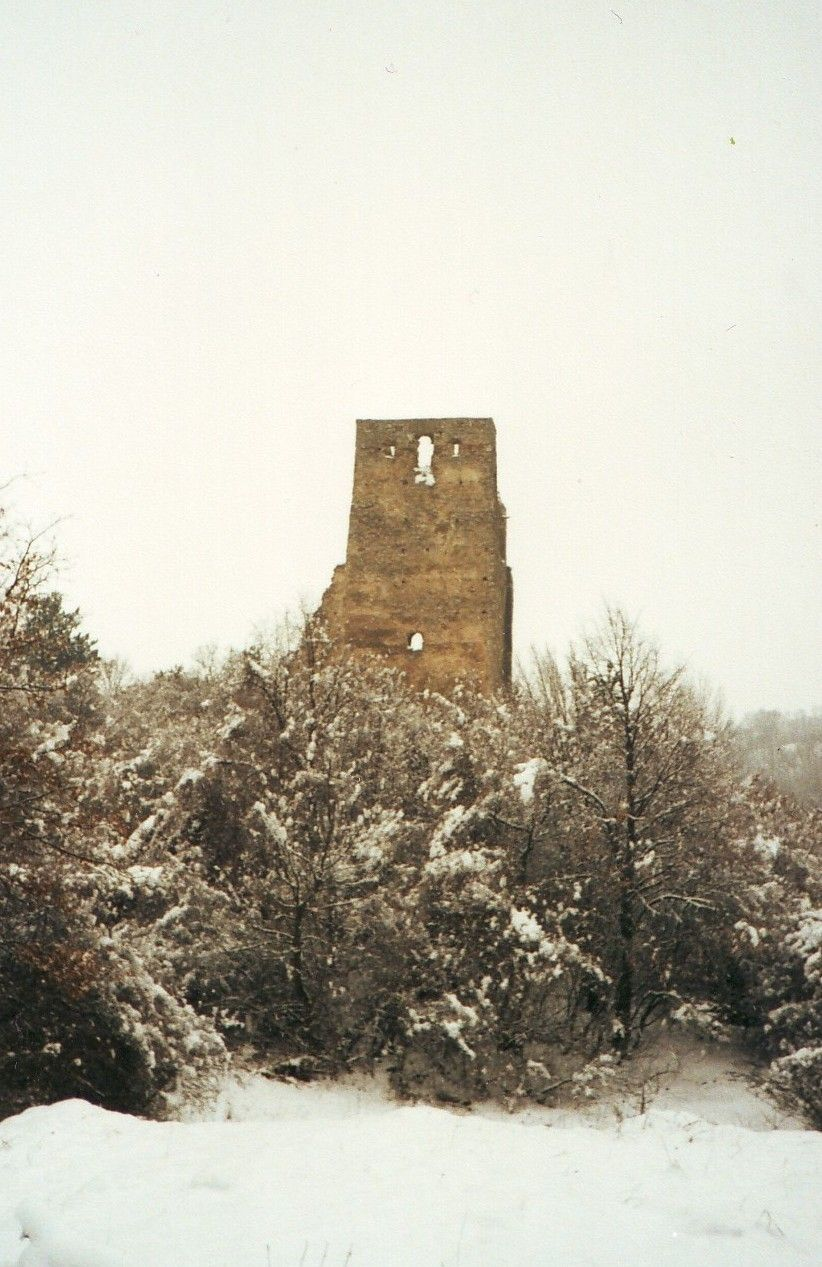
Almási vár

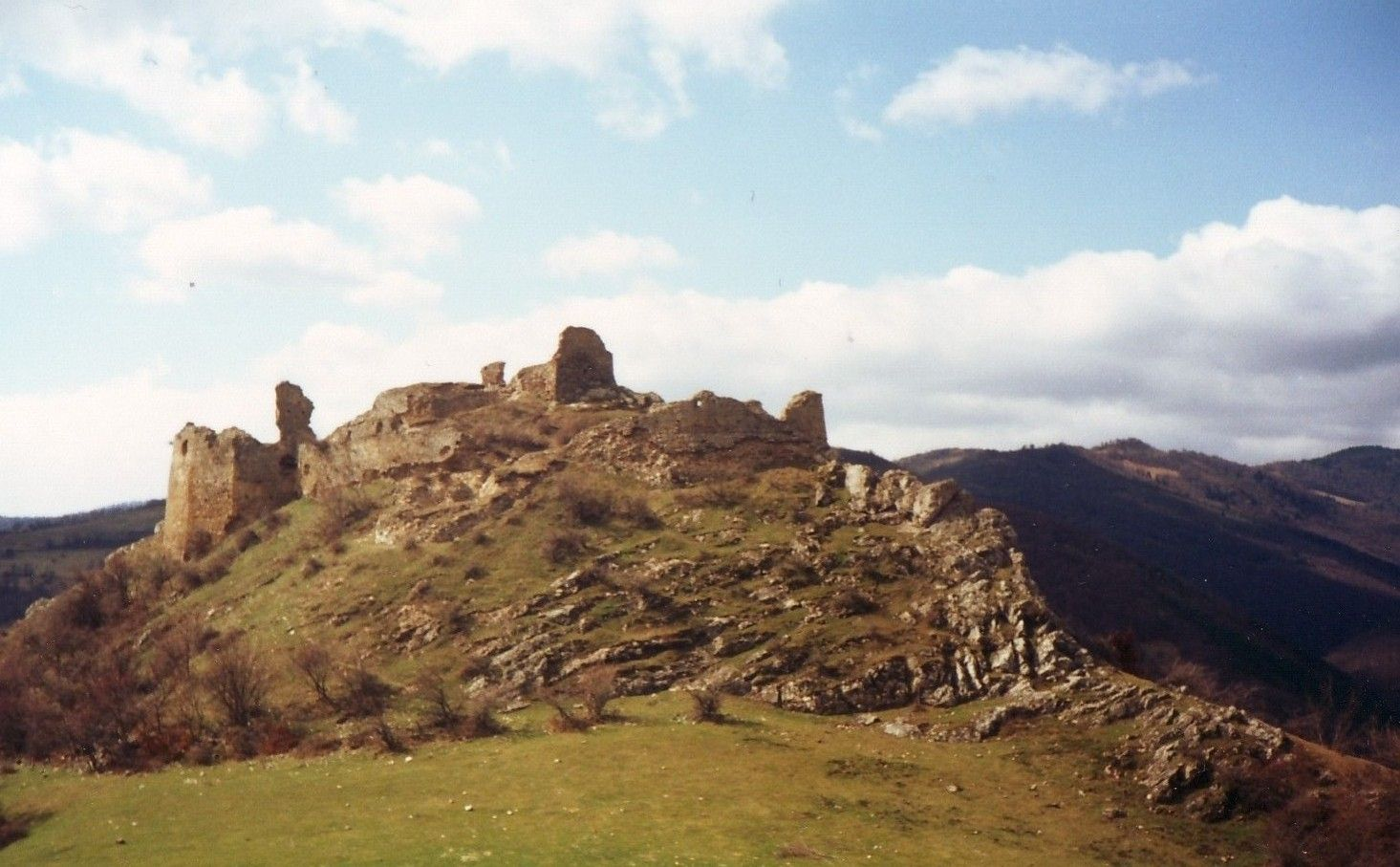
Léta vára

Sebesvár az azonos nevű (vagy Sebesváralja) faluban (románul Bologa), Kolozs megyében található.

## Almási vár
Az Almási vár romjai Váralmáson (1899-ig Nagy-Almás, románul Almașu), Szilágy megyében láthatóak.

## Egeres vára
Egeres várkastélyának romjai Egeres faluban (románul Aghireș, németül Erldorf) találhatók, Kolozs megyében, Kalotaszeg vidékének északi részén, a Nádas-patak mentén.

## Léta vára
Léta vára (Géczi-vár) Kalotaszeg legdélibb vára, Magyarléta (románul Liteni, korábban Litu Unguresc, németül Ungarischlitta/Königsdorf) falu határában, Kolozs megyében található.

## Gyalui vár
A Gyalui vár Gyalu (románul Gilău, németül Julmarkt) községközpontban, Kolozs megyében található, Kolozsvártól 17 km-re nyugati irányba.

## Szászfenesi Leányvár
A szászfenesi Leányvár egykori tornyának csekély maradványa Kolozs megyében található, Szászfenes (románul Florești, korábban Feneș) falutól pár száz méterre a Várdombon.

## Magyarbikali Farkasvár
Kolozs megyében, Bánffyhunyadtól 3 kilométernyire északkeleti irányban, az Almás-patak egyik mellékvölgyében elhelyezkedő Magyarbikal (románul Bicălatu) egykori Farkasvárának helye a falutól keleti irányba 1,5 km-re fekvő egykori várdombon volt.

## Bedecs vára
Bedecs várának romjai Bedecs (románul Bedeciu) falu határában, Kolozs megyében találhatóak.

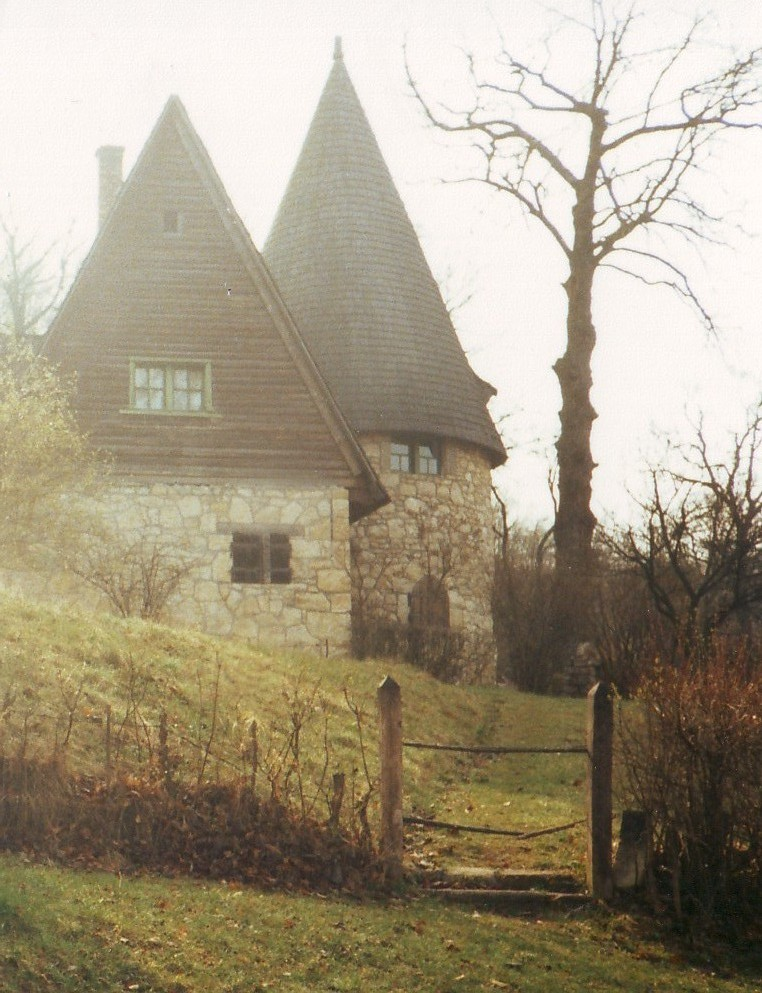
Varjúvár

## Varjúvár
A Varjúvár Kós Károly egykori saját háza a kalotaszegi Alszegen, a Szilágy megyei Sztána határában található.